# Dominique Phinot
Dominique Phinot   (1510 (Gregorià) - 1556 (Gregorià)) va ser un compositor francoflamenc del Renaixement, actiu a Itàlia i al sud de França. Va ser molt apreciat en aquell moment pels seus motets, que anticipen l'estil de Palestrina i, a més, va ser un dels primers pioners de l'escriptura policoral.
Podria haver estat d'origen francès, ja que Girolamo Cardano, escrivint sobre ell en el seu Theonoston (1560), el va anomenar "Gallus", i el francès era evidentment la seva llengua materna. Es coneixen amb certesa alguns detalls de la seva vida, però es poden fer algunes inferències. Va passar gran part de la seva carrera a Itàlia i va treballar tant a la cort com a la catedral d'Urbino el 1544 i el 1545. Probablement també va passar a Lió una part de la seva vida, com ho demostren diverses publicacions allà on la música conté articles d'interès local; a més les dedicatòries són per a ciutadans de Lió. Tot i que estilísticament sembla que algunes de les seves músiques s'han connectat a Venècia, no hi ha cap evidència de la seva activitat; no obstant això, publicà dos llibres de salms a Venècia el 1554.
Segons Cardano, va ser executat per «pràctiques homosexuals», probablement a Lió el 1556.

## Música
La música de Phinot va ser àmpliament distribuïda i va ser molt elogiada pels escriptors de l'època, incloent-hi Heinrich Finck i Pietro Cerone. Cerone anomena Phinot «un dels primers i millors compositors de l'època» i també va dir «si no hi hagués Phinot… la música de Palestrina no hauria estat possible». Heinrich Finck el va classificar amb Crecquillon, Clemens non Papa i Gombert, tres compositors contemporanis que van escriure música similar; de fet, l'estil de Phinot s'assembla fortament a Gombert.
Els motets de Phinot sobreviuen a qualsevol altre tipus de composició. Se li atribueixen un total de 2 misses, 4 magnificats, 2 madrigals, més de 60 cançons i aproximadament 90 motets. La majoria dels motets són per a cinc veus, i igual que les de Gombert, utilitzaven imitacions generals amb totes les veus iguals; hi ha poques restes, de manera que hi ha poc contrast entre grups d'alta i grups de veus baixes, o grups de pocs contra grups de moltes veus, contrastos populars entre compositors de la generació anterior (per exemple Josquin).
Phinot sembla haver estat més apreciat per la següent generació de compositors, incloent-hi Palestrina i Lassus, ja que tots dos admiraven la seva música, per les seves obres policorals. Els motets policoral, inclòs un escenari de les Lamentacions de Jeremies, prefiguren l'obra de Willaert i l'escola veneciana. Les Lamentacions són per a vuit veus de dos grups de quatre, que es responen antifonals i que després es fan progressivament fins a un punt culminant, ja que els grups se superposen cada vegada més i acaben cantant junts en vuit contrapuntals en parts independents. Alguns erudits consideren que aquests motius policorals són els primers exemples d'escriptura policoral madura (per exemple, AF Carver). Es van reproduir una vegada i una altra durant el segle xvi el que indica la seva popularitat i influència.
Les chansons de Phinot utilitzen la majoria de les tècniques actuals del moment i contenen una gran varietat de textures i enfocaments per configurar text. Els temes van des dels atacs satírics als abusos clericals fins a les cançons d'amor, algunes a la manera de Catul i Ovidi. Es van publicar en dues col·leccions separades a Lió el 1548.